# Jezioro Żońskie
Jezioro Żońskie – jezioro w woj. wielkopolskim, w powiecie chodzieskim, w gminie Margonin, leżące na terenie Pojezierza Chodzieskiego.

## Dane morfometryczne
Powierzchnia zwierciadła wody według różnych źródeł wynosi od 22,5 ha do 24,1 ha.
Zwierciadło wody położone jest na wysokości 88,1 m n.p.m. Średnia głębokość jeziora wynosi 4,1 m, natomiast głębokość maksymalna 7,7 m.

## Hydronimia
Według spisu opracowanego przez Komisję Nazw Miejscowości i Obiektów Fizjograficznych (KNMiOF) nazwa tego jeziora to Jezioro Żońskie. W niektórych publikacjach jezioro to występuje pod nazwą Żońskie-Pawłowskie traktując jako jeden zbiornik jezioro Żońskie i leżące na południe Jezioro Pawłowskie.
Dane z państwowego rejestru nazw geograficznych podają oboczną nazwy jeziora Żońskiego: Jezioro Pawłowskie.